# Procraerus carinifrons
Procraerus carinifrons is een keversoort uit de familie kniptorren (Elateridae). De wetenschappelijke naam van de soort is voor het eerst geldig gepubliceerd in 1875 door Desbrochers des Loges.